# Umbriotherium azzarolii
L'umbrioterio (Umbriotherium azzarolii) è un mammifero erbivoro estinto, appartenente agli artiodattili. Visse nel Miocene superiore (circa 10 milioni di anni fa) e i suoi resti fossili sono stati ritrovati in Italia.

## Descrizione e classificazione
I resti fossili di questo animale sono piuttosto scarsi, e includono principalmente materiale cranico che indicherebbe l'appartenenza ai giraffidi. La diagnosi, in ogni caso, è lungi dall'essere certa, poiché la presenza di due caratteri distintivi dei giraffidi (i canini inferiori bilobati e gli ossiconi) non può essere confermata in Umbriotherium, a causa della scarsità del materiale fossile. Umbriotherium è stato avvicinato ai giraffidi a causa di alcune caratteristiche come lo smalto dentario molto rugoso, la fusione di bande di smalto in denti molto usurati e il quarto premolare inferiore altamente molarizzato. Il terzo premolare, d'altro canto, non è molarizzato. Ciò è riscontrato anche in altri giraffidi europei, come Decennatherium della Spagna e Helladotherium della Grecia. La taglia di Umbriotherium doveva essere simile a quella del giraffide arcaico Palaeotragus del Miocene superiore. 
I fossili di Umbriotherium sono stati ritrovati in terreni databili al Miocene superiore della Toscana (Maremma, zona di Baccinello) e della Sardegna (Fiume Santo). Ciò confermerebbe l'esistenza di una provincia faunistica tusco-sarda nel corso del Miocene, determinata anche dalla presenza in entrambe le regioni di mammiferi caratteristici quali l'ominoide Oreopithecus, i bovidi Maremmia e Thyrrenotragus, il suide Eumaiochoerus. 
Umbriotherium potrebbe essere stato un discendente di un altro presunto giraffide rinvenuto in Sardegna, Sardomeryx oschiriensis, ma l'estrema frammentarietà dei reperti non permette una filogenesi dettagliata. 